# Calendrier hindou

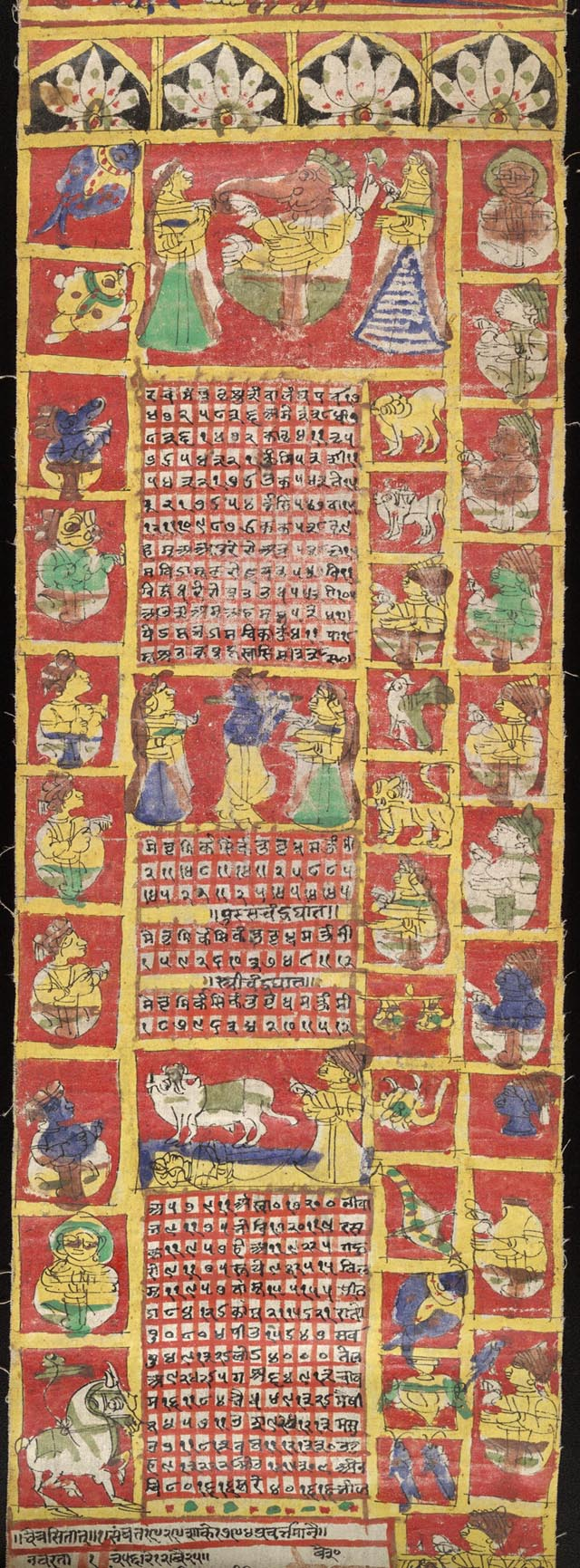
Un calendrier de l'année grégorienne 1871/1872, Rajasthan.

Le calendrier hindou est un calendrier luni-solaire qui a subi des modifications géographiques : quelques États indiens ont leur propre version et le Pakistan l'appelle le calendrier desi ou natif. Le premier jour de l'an un du calendrier hindou correspond au 23 janvier 3102 av. J.-C. du calendrier grégorien proleptique.

## Histoire
Le calendrier hindou date au moins du temps du Rig-Veda qui en mentionne les mois et les jours. Il est étroitement lié à l’astrologie hindoue, la jyautisha qui en prescrit les aspects. Après la période védique, des savants tels que Âryabhata (Ve siècle), Varahamihira (VIe siècle) ou Bhāskara (XIIe siècle) ont contribué à son enrichissement. Le texte qui fait autorité en matière calendaire est le Sūrya Siddhānta que l'on pense écrit au Xe siècle.
Le calendrier védique traditionnel fait correspondre le premier mois de l'année (agrahayan de agra, « premier » et ayan « voyage [du soleil], équinoxe ») avec l'équinoxe vernal et le croisement du soleil et de l'équateur céleste dans le point vernal, alors situé aux alentours de Lambda Orionis. Du fait de la précession des équinoxes, le point vernal est désormais dans la constellation des Poissons et correspond au mois de chaitra. C'est le phénomène de la précession des équinoxes qui a conduit aux réformes calendaires successives où différentes régions choisissent un mois divergeant pour point de départ de l'année. Le changement de l'équinoxe vernal de près de quatre mois entre agrahayan et chaitra, en termes sidéraux, nous permet de penser que la nomenclature des mois est née aux alentours du Ve et IVe millénaires av. J.-C. puisque le tour complet de l'axe de rotation de la Terre s'effectue en 25 800 ans.

## Principales sous-divisions
Caractéristique unique, le calendrier hindou comporte une année zéro et compte les années écoulées, comme on le fait pour marquer l'âge d'un être humain, et non pas en cours. Nous devons aux mathématiciens indiens la création du concept de zéro et des chiffres dits arabes, et la majorité des sources mathématiques reprises ensuite par les Arabes.

### Quatre ères
Le calendrier hindou distingue quatre âge principaux, les yugas : la Satya Yuga (« âge de vérité ») correspond à un âge d'or et à la présence des dieux sur Terre, suivent Treta Yuga (en) et Dvapara Yuga. La Kali Yuga (« âge du vice ») commence le premier jour du calendrier hindou (23 janvier -3102 grégorien).

### Cycles de soixante années
Les ères suivent un système sexagésimal et sont, comme les heures et les minutes, divisées en cycles de soixante années qui se répètent sans discontinuer. Chacune des années a son propre nom dans le cycle :
| 1. Prabhava 2. Vibhava 3. Shukla 4. Pramoda 5. Prajāpati 6. Āngirasa 7. Shrīmukha 8. Bhāva 9. Yuvan 10. Dhātri 11. Īshvara 12. Bahudhānya 13. Pramāthin 14. Vikrama (2000 - 2001) 15. Vrisha (2001 - 2002) 16. Chitrabhānu (2002 - 2003) 17. Svabhānu (2003 - 2004) 18. Tārana (2004 - 2005) 19. Pārthiva (2005 - 2006) 20. Vyaya (2006 - 2007) | 21. Sarvajit (2007 - 2008) 22. Sarvadhārin (2008 - 2009) 23. Virodhin (2009 - 2010) 24. Vikrita (2010 - 2011) 25. Khara (2011 - 2012) 26. Nandana (2012 - 2013) 27. Vijaya (2013 - 2014) 28. Jaya (2014 - 2015) 29. Manmatha (2015 - 2016) 30. Durmukha (2016 - 2017) 31. Hemalambin (2017 - 2018) 32. Vilambin (2018 - 2019) 33. Vikārin (2019 - 2020) 34. Shārvari (2020 - 2021) 35. Plava (2021 - 2022) 36. Shubhakrit (2022 - 2023) 37. Shobhana (2023 - 2024) 38. Krodhin (2024 - 2025) 39. Vishvāvasu (2025 - 2026) 40. Parābhava (2026 - 2027) | 41. Plavanga 42. Kīlaka 43. Saumya 44. Sādhārana 45. Virodhikrit 46. Paritāpin 47. Pramādin 48. Ānanda 49. Rākshasa 50. Anala 51. Pingala 52. Kālayukti 53. Siddhārthin 54. Raudra 55. Durmati 56. Dundubhi 57. Rudhirodgārin 58. Raktāksha 59. Krodhana 60. Akshaya |

### Mois, mois intercalaires et mois perdus
Ce calendrier luni-solaire comporte douze mois lunaires :
1. Chaitra
2. Vaishākh
3. Jyaishtha
4. Āshādha
5. Shrāvana
6. Bhādrapad
7. Āshwin
8. Kārtik
9. Mārgashīrsha
10. Paush
11. Māgh
12. Phālgun

En règle générale, les calendriers du nord de l'Inde font débuter le mois avec la pleine lune (purnimanta ou gauna mana), le sud préférant la nouvelle lune (amanta ou mukhya mana) pour faire démarrer le mois.
Il compte également douze mois solaires alignés sur les saisons :
1. Mesh - mars/avril - bélier
2. Vrushabh - avril/mai - taureau
3. Mithun - mai/juin - gémeaux
4. Kark - juin/juillet - cancer
5. Simha - juillet/août - lion
6. Kanya - août/septembre - vierge
7. Tula - septembre/octobre - balance
8. Vrushchik - octobre/novembre - scorpion
9. Dhanu - novembre/décembre - sagittaire
10. Makar - décembre/janvier - capricorne
11. Kumbha - janvier/février - verseau
12. Meen - février/mars - poissons

On l'a vu, le début de l'année solaire et lunaire correspond à l'équinoxe de printemps. Le mois lunaire dont la pleine lune est la plus proche du jour de l'équinoxe de printemps est chaitra. Les autres mois lunaires s'ensuivent. Un mois lunaire intercalaire est ajouté tous les 32 mois et quelques, il prend alors le nom du mois qui le précède avec l'épithète adhik (« supplémentaire »).
Il se peut (pour des raisons propres au calendrier luni-solaire) qu'un mois lunaire soit « de trop ». Cela arrive tous les 19 et 141 ans. Le nom du mois sera composé de l'ajout des deux noms des mois lunaires consécutifs à cette nouvelle lune avec l'épithète kshay (« perdu »). Entre le 15 janvier et le 12 février 1983, le mois lunaire s'est appelé Pausha-Māgha kshay.
Les dates de certaines fêtes religieuses de l'Inde étant fixées sur le mois lunaire, s'il y a deux mois avec le même nom, il est généralement considéré plus propice de célébrer lors du deuxième mois. Si une année connait un mois « perdu », celui-ci accumule les fêtes propres aux deux mois qu'il agrège.
Si le nouvel an a lieu une année où le mois de chaitra est intercalaire, alors (toujours parce que ce mois supplémentaire est considéré plus propice) le nouvel an sera célébré le premier jour de chaitra adhik. Si c'est le cas d'un mois « perdu », phālguna-chaitra kshaya ou chaitra-vaishākha kshaya, alors le nouvel an a lieu au premier jour de ce mois. Si dans le cas (rarissime) ou un chaitra adhik est suivi du mois « perdu » de chaitra-vaishākha kshaya, le nouvel an commence au début du mois propice de chaitra adhik.

## Solstice
Dans le calendrier hindou, les deux solstices sidéraux[Quoi ?] sont nommés Uttarayana et Dakshinayana. Le premier se produit vers le 21 janvier, le deuxième vers le 30 juin. Ils marquent le mouvement du Soleil le long d'un zodiaque fixe par rapport aux étoiles (c'est-à-dire que les phénomènes de précession sont ignorés) et son entrée dans Mesha (un signe zodiacal qui correspondait au Bélier vers 285) et dans Tula (qui correspondait à la Balance à la même époque).

## Variantes régionales
Deux calendriers se partagent les faveurs des croyants de l'hindouisme : le shalivahana en faveur dans le sud de l'Inde et dans le Maharashtra, son année zéro est l'an 78 de notre ère ; le calendrier Vikram Samvat est adopté par les peuples du nord du pays : son année zéro est en 57 av. J.-C. et le jour de l'an est le premier jour de vaishakhi, soit un mois lunaire après le premier jour de chaitra qui marque le nouvel an du shalivahana.
Le début du mois diffère aussi : la pleine lune pour le vikhrama, la nouvelle lune dans le shalivahana.
Le calendrier bengali, imposé sur la décision d'Akbar, empereur moghol (donc turcophone et musulman) de supprimer le calendrier musulman, reprend le nom sanskrit des mois du calendrier hindou, en supprime toute référence lunaire. Il est utilisé au Bengale-Occidental, et au Bangladesh en parallèle avec les calendriers musulman et grégorien.
Une tentative d'unification des différents calendriers hindous voit le jour après l'indépendance du pays, c'est le calendrier national indien.
Le calendrier bouddhiste s'inspire fortement du calendrier hindou (seules changent les intercalations des jours pour les années bissextiles du calendrier solaire). Il est en usage au Cambodge, au Laos, en Birmanie, en Thaïlande et au Sri Lanka.